# Psara desmioides
Psara desmioides là một loài bướm đêm trong họ Crambidae.